# ZX Magazín
ZX Magazín byl časopis pro uživatele počítačů Sinclair ZX Spectrum, Didaktik, Delta, SAM Coupé a kompatibilních. Vycházel v letech 1988 až 2005. Prvních 12 čísel vyšlo pod názvem Spektrum. V době, kdy vydavatelem byla společnost Proxima – Software, časopis vycházel jako dvouměsíčník, u dalších vydavatelů docházelo ke skluzu ve vydávání, takže čísel bylo méně.

## Obsah časopisu
Jelikož se nejednalo o herní časopis, byla recenzím her a návodům ke hrám věnována pouze asi třetina časopisu. Podstatná část časopisu obsahovala návody k užitkovým programům, popisu hardware (jak vlastního počítače ZX Spectrum, tak i periférií), kurzům programování, úvodu do elektrotechniky. V některých číslech byly reportáže z akcí organizovaných v souvislosti se ZX Spectrem nebo rozhovory s autory programů pro ZX Spectrum a kompatibilní počítače. V časopise byla též zařazena Listárna určená pro odpovědi na dotazy čtenářů.
Zajímavostí časopisu bylo Intro (úvod), které se nacházelo na poslední stránce časopisu.

## Vydavatelé časopisu
- 1988 – 1991[1] – David Hertl,
- 1992[2] – 1994[3][4] – Proxima – Software,
- 1995 – 1997 – Zbyněk Vanžura (Heptau)[pozn. 1]
- 1998 – 2005 – Matěj Kryndler (Matsoft).

V roce 1993 bylo časopisu přiděleno ISSN 1210-4833

## Historie
V roce 1986 se David Hertl seznámil se Zdeňkem Havlem, díky kterému měl přístup k aktuálnímu dění, například věděl, co právě dělá Fuxoft, co dělá T. R. C., nebo jaké hry se nově objevily v tehdejším Československu, a chtěl tyto informace sdílet. Motivací Davida Hertla k vydávání časopisu byla nízká úroveň zpravodaje 602. ZO Svazarmu Mikrobáze, způsob komunikace v této organizaci a existence polského časopisu Bajtek. V té době nevěděl o existenci zpravodaje Karolinky. Původní název časopisu byl SPEKTRUM, kde K v názvu mělo naznačovat zaměření časopisu na domácí tvorbu. První číslo časopisu, které bylo vydáno jako číslo nulté, vyšlo 1. června 1988 v počtu 15 kusů. Na vydávání časopisu se s ním podílel Ondřej Kafka. Po reakci Jiřího Pobřísla na vydání prvního čísla, že by vydavatelům přál vydání více než tří čísel, se rozhodl vydat alespoň čtyři čísla. Protože v té době byly vydány nové zákony postihující ilegální vydávání periodik jako hospodářskou kriminalitu, časopis nebyl propagován. Výtisky byly rozeslány několika známým, ti si o časopisu řekli a občas se přidal někdo další. Náklad časopisu tak stoupal velmi pomalu. Pod názvem SPEKTRUM vyšlo 12 čísel, největší náklad jednoho z čísel byl 40 kusů.
Zpočátku vydávání časopisu probíhalo tak, že lidé něco napsali a David Hertl to poskládal do článků. Sestavu posílal Janu Musilovi z Klubu uživatelů počítačů Sinclair v Českém Krumlově, který měl přístup ke kopírce a Davidovi Hertlovi posílal zpět balíky s výtisky. Výtisky byly pak ručně sešívačkou sešity a rozeslány na adresy. David Hertl aktivně oslovoval potenciální autory a ti mu vždy vyšli vstříc. Mnoho autorů na ZX Magazín nasměroval Petr Jochec, mimo jiné Jana Drexlera nebo Petra Veselého.
Když se Davidovi Hertlovi blížil čas maturity, přemýšlel nad legalizací vydávání časopisu a uvažoval, že by vstoupil do SSM, pod jehož hlavičkou by časopis byl vydáván.  Jeho kamarádka předsedkyně SSM na škole M. Baláčková mu ale tuto myšlenku rozmluvila. Vydávání časopisu bylo legalizováno až v roce 1990 schválením Federálním úřadem pro tisk a informace a David Hertl se následně musel na finančním úřadě registrovat jako podnikatel. V květnu 1990 začala vycházet Annonce, ve kterém vydávání ZX Magazínu inzeroval. Díky tomu se náklad časopisu zvedl.
Poté, co si Ondřej Kafka založil reklamní agenturu a jeho další spolupracovník Pavel Maňas začal studovat stavebnictví na vysoké škole, zůstal na vydávání časopisu sám. Sám časopis vydával dva roky, ale kvůli náročnosti vydávání a studiu v Praze, postupně začal přemýšlet, že by vydávání časopisu zanechal. V té době by ho ještě vydávání časopisu uživilo, ale protože se začaly objevovat počítače PC XT a PC AT, tušil, že zaměření na počítače Sinclair není cesta do budoucnosti. Dohodl se na předání vydávání časopisu se společností Proxima – Software. David Hertl neměl databázi předplatitelů v počítači, ale v papírové kartotéce, kterou společnosti Proxima  – Software předal.